# Premios de la Asociación de críticos de cine de Austin 2010
La Asociación de críticos de cine de Austin entregó sus premios a lo mejor en materia cinematográfica de 2010 el día 22 de diciembre de 2010.

## Premios
Mejor película
- Black Swan (Darren Aronofsky)

Mejor dirección
- Darren Aronofsky, Black Swan

Mejor actor
- Colin Firth, El discurso del rey

Mejor actriz
- Natalie Portman, Black Swan

Mejor actor de reparto
- Christian Bale, The Fighter

Mejor actriz de reparto
- Hailee Steinfeld, True Grit

Mejor guion original
- Mark Heyman, Andrew Heinz, John McLaughlin, Black Swan

Mejor guion adaptado
- Aaron Sorkin, The Social Network

Mejor película extranjera
- Un profeta, Francia

Mejor película de animación
- Toy Story 3

Mejor película documental
- Exit Through the Gift Shop

Mejor banda sonora
- Daft Punk, Tron: Legacy

Mejor fotografía
- Matthew Libatique, Black Swan

Mejor actuación revelación
- Chloe Moretz, Kick-Ass, Let Me In

Mejor primera película
- Gareth Edwards, Monsters

Austin Film Award
- Winnebago Man